# Dalangan (Tulung)
Dalangan is een bestuurslaag in het regentschap Klaten van de provincie Midden-Java, Indonesië. Dalangan telt 2290 inwoners (volkstelling 2010).